# 许岑珂
许岑珂，中国湖南省株洲市人，物理学家，加州大學聖塔芭芭拉分校物理系教授。
许岑珂的父亲工科毕业。虽然父亲既不是科学家也不是工程师，但许岑珂认为父亲催生了他少时对科学的兴趣。许岑珂在1993年进入株洲二中读初中，1996年继续在该校读高中。1999年，许岑珂在高考中以685分排名湖南省理科第一名，此外还有20分的物理奥赛加分，考入清华大学数理基科班。本科毕业后，许岑珂赴加州大学伯克利分校攻读博士学位，导师为乔尔·E·摩尔（Joel E. Moore），2007年毕业。2007年至2010年，他在哈佛大学做博士后。2010年，他加州大學聖塔芭芭拉分校物理系任助理教授，2014年升为副教授，2018年升为教授。
许岑珂2011年获斯隆奖。